# Jun Kokubo
Jun Kokubo (jap. 小久保 純, Kokubo Jun; * 8. September 1980 in der Präfektur Gunma) ist ein ehemaliger japanischer Fußballspieler.

## Karriere
Kokubo erlernte das Fußballspielen in der Schulmannschaft der Maebashi Ikuei High School und der Universitätsmannschaft der Tokai-Universität. Seinen ersten Vertrag unterschrieb er 1999 bei den Montedio Yamagata. Der Verein spielte in der zweithöchsten Liga des Landes, der J2 League. Für den Verein absolvierte er 88 Spiele. 2004 wechselte er zum Drittligisten Thespa Kusatsu. Am Ende der Saison 2004 stieg der Verein in die J2 League auf. Für den Verein absolvierte er 43 Spiele. Danach spielte er bei den Tonan Maebashi (2006–2008). Ende 2008 beendete er seine Karriere als Fußballspieler.